# Helluland

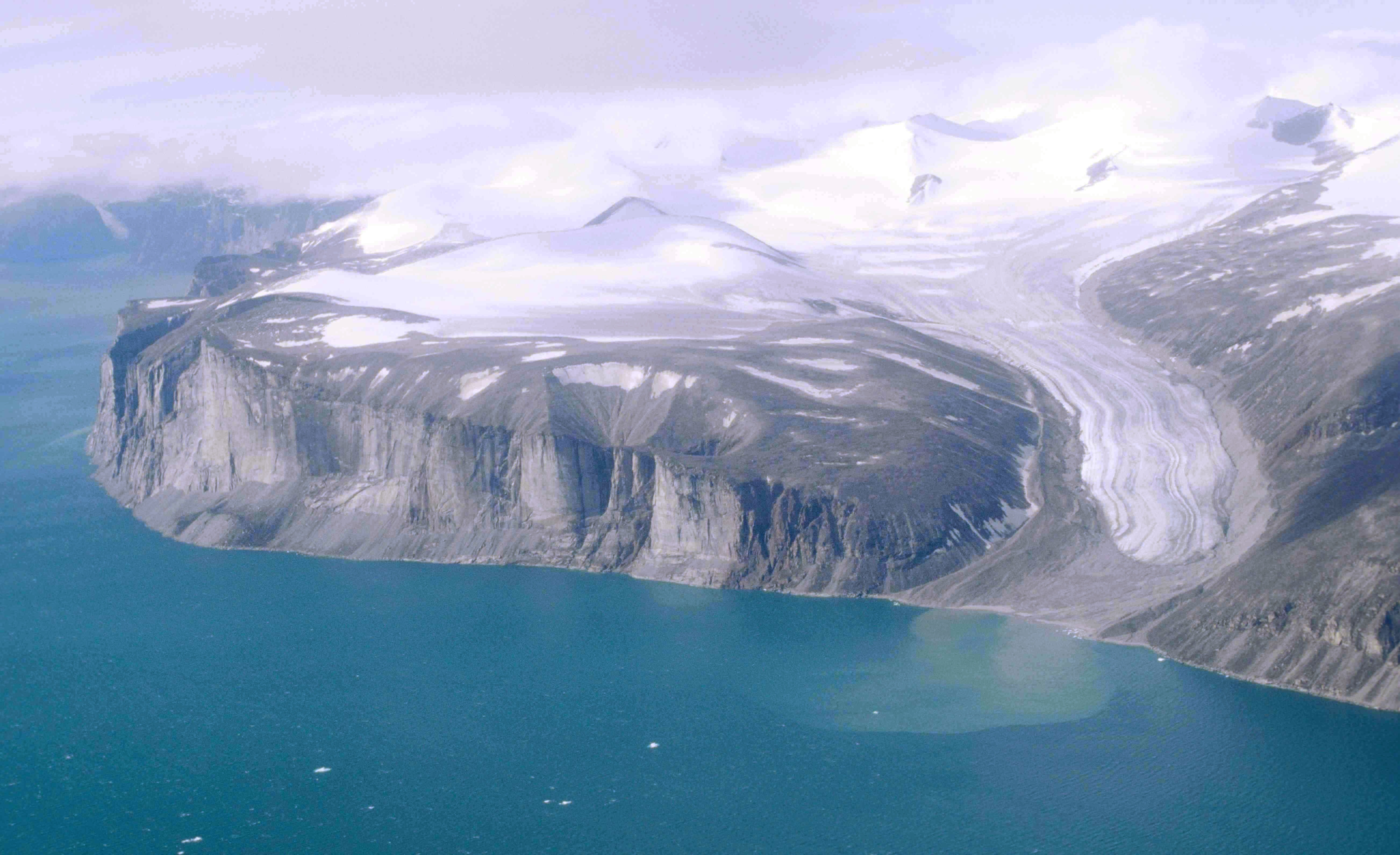
Klipp- och islandskap vid Remote Peninsula på nordöstra delen av Baffinön, som tros ha varit det som kallades Helluland.

Helluland var nordgermanernas namn på ett område i Nordamerika som de besökte men aldrig koloniserade kring år 1000 e.Kr. Området omnämns i flera olika islänningasagor och sägs ligga väster om Grönland men norr om Markland och Vinland. Namnets förled kommer från fornnordiskans hella med betydelsen 'häll'.
Det finns teorier om att Helluland låg på Baffinön eller på Labradorhalvön, i östra delarna av dagens Kanada.
Enligt Grönlänningasagan var Helluland ett av flera länder som upptäcktes av Bjarne Herjulfsson. Landet namngavs år 1000 av Leif Eriksson enligt samma redogörelse. Även i Erik Rödes saga är det Leif som döper landet, men där är han också dess upptäckare.
I Bård snäfellsasens saga inleds berättelsen med att huvudpersonens far, halvjätten och halvtrollet Dumb, var kung över "ishavskusterna som sträcker sig norr om Helluland vid det hav som nu kallas Dumbshavet" (Islänningasagorna, band 3, s. 247).